# Constituția iugoslavă din 1963
Constituția iugoslavă din 1963 a fost a doua constituție a Republicii Socialiste Federative Iugoslavia. A intrat în vigoare la 7 aprilie 1963. Textul se baza pe ideea că relațiile de autogestionare ale muncitorilor iugoslavi au fost suficient de depășite în societate și aveau nevoie de o nouă și definitivă definiție constituțională.
Adunarea Federală parlamentară (Skupština) a fost împărțită într-o cameră generală, Camera Federală, și patru camere cărora li s-au atribuit responsabilități birocratice specifice. Constituția prevedea ca republicile individuale să fie reprezentate numai în Camera Naționalităților, o parte a Camerei Federale care în 1967 a devenit o cameră separată de sine stătătoare a Adunării.
Președintele Iosip Broz Tito și-a păstrat funcția de președinte al partidului, dar a renunțat la funcția de președinte al Consiliului Executiv Federal, o schimbare care a separat și mai mult funcțiile partidului de cele ale statului. Constituția din 1963 a introdus și conceptul de rotație, care interzicea să rămână în funcții executive de nivel superior sau inferior pentru mai mult de două mandate de patru ani. Mai mult, a extins drepturile omului și drepturile civile și a stabilit proceduri judiciare garantate constituțional.
Constituția a fost înlocuită după adoptarea celei de-a treia și ultime constituții în 1974.

## Reglementări
Pe lângă caracteristica că statul era prevăzut a fii unul federal, o definiție mai extinsă însemna și o comunitate socialistă democratică care trebuia să se orienteze spre idealul marxist de dispariție treptată a statului.
Proprietatea publică, autogestiunea și autoorganizarea muncitorilor la nivel micro și macro au reprezentat temeiul planificării economice.
Dreptul la autogestiune socială a fost declarat de neatins, iar raioanele din stat (municipiul, județul, provinciile autonome ale Serbiei, republicile socialiste și însăși federația), au devenit comunități socio-politice.
Adunarea Federală a fost proclamată drept cea mai înaltă autoritate a guvernului și a autoguvernării sociale, iar în adunarea federală și republicană, pe lângă consiliul general-politic, au fost introduse comunități muncitorești de mare rang - economice, educaționale, culturale, sociale și sanitare, organizaționale și politice.
Președintele Republicii s-a separat de Consiliul Executiv Federal și a devenit o autoritate autonomă a federației. Au fost înființate Curtea Constituțională a Iugoslaviei și curțile constituționale ale republicilor membre.